# Honda S800
La Honda S800 è un'autovettura prodotta dalla casa automobilistica giapponese Honda dal 1966 al 1970.
Presentata al Tokyo Motor Show del 1965, la S800 sostituì la Honda S600, andando a posizionarsi nel segmento occupato all'epoca dalla Austin-Healey Sprite, MG Midget, Triumph Spitfire e Fiat 850 Spider.
Costruita nell'impianto a Suzuka in Giappone, era disponibile inizialmente in versione cabrio e poi in variante coupé. Il motore era un 4 cilindri in linea da 791 cc con 70 CV DIN equivalenti  a 78 SAE a 8000 giri al minuto coadiuvato da un cambio manuale a 4 marce per una velocità massima di 160 km/h; la configurazione era la stessa della S600, con motore anteriore-longitudinale e trazione posteriore.